# Ad-Aware
Adaware Antivirus Free fue un software antivirus que detectaba y eliminaba el malware, spyware, dialers, troyanos, adware, ransomware, secuestradores de navegador, y cookies de seguimiento.
Su última versión fue Adaware 14 la cual, sin dar ninguna razón por parte del desarrollador, fue eliminada su descarga de su sitio web, tanto la versión gratuita como la pagada, cerrando así un ciclo de muchos años como software antivirus cada año, sin interrupción. 
Curiosamente, la versión anterior a Adaware 14 fue Adaware 12, saltándose el desarrollador el número 13, otra vez, sin dar ninguna explicación.

## Marketing
Adaware Antivirus Free aparece como descargado más de 391,633,510 en CNET, a partir de agosto de 2017.

## Requisitos del sistema
- Procesador: 1.6 MHz
- RAM: 1GB
- Disco Duro: 1.8 GB de espacio libre
- Sistemas Operativos: Windows 10 / Windows 8 / Windows 8.1 / Windows 7.